# (66486) 1999 RF42
1999 أر أف 42 (ويعرف أيضًا باسم (66486) 1999 أر أف 42 وفق تسمية الكوكب الصغير) (بالإنجليزية: 1999 RF42)‏ هو كويكب ضمن حزام الكويكبات؛ وترتيبه 66486 من حيث الاكتشاف.
اكتُشف هذا الجُرم الفلكي بواسطة Peter Kušnirák ‏ في 14 سبتمبر 1999.

## وصلات خارجية
- (66486) 1999 RF42 في قاعدة بيانات مختبر الدفع النفاث لأجرام النظام الشمسي الصغيرة

- الاكتشاف · مخطط المدار ·  العناصر المدارية · المعلمات المادية

- (66486) 1999 RF42 على موقع ويكي سكاي: DSS2, SDSS, GALEX, IRAS, Hydrogen α, X-Ray, Astrophoto, Sky Map, Articles and images